# Richard A. Rowland
Richard A. Rowland (Pittsburgh, 8 december 1880 – New York], 12 mei 1947) was een Amerikaanse studiobaas en filmproducent.

## Biografie
Rowland werd geboren in Pittsburgh (Pennsylvania) op 8 december 1880. Hij belandde op 18-jarige leeftijd in de filmindustrie als filmdistributeur. Van 1915 tot 1920 stond hij aan het hoofd van Metro Pictures, een filmstudio die hij in 1915 samen met Louis B. Mayer oprichtte. Mayer vertrok in 1918 om zijn eigen studio op te richten. Bekende producties van Metro Pictures zijn onder andere The Eternal Question (1916) met Olga Petrova, The Divorcée (1919) met Ethel Barrymore en What Will People Say? (1915) geregisseerd door Alice Guy-Blache.
In 1920 verkocht Rowland Metro Pictures aan Marcus Loew en nam vervolgens een leidinggevende functie op bij Fox Film Corporation. Rowland bracht topfiguren van het toneel naar het filmscherm en wordt gezien als de "ontdekker" van onder andere Rudolph Valentino, Harold Lockwood en andere vroege filmsterren.
Als lid van de Society of Motion Picture Engineers, later de Society of Motion Picture and Television Engineers (SMPTE), speelde Rowland een belangrijke rol bij het vastleggen van normen en het verbeteren van de snelheid van filmprojectie om zo de kwaliteit van de filmervaring te verbeteren.
In zijn latere leven was hij professor aan de Columbia University, waar hij verschillende academische artikelen schreef over de rol die film speelde in de moderne cultuur. In een van zijn essays, getiteld American Classic, betoogt hij dat Marx Brothers-films klassiekers zijn die de tand des tijds zullen doorstaan.
Rowland overleed op 12 mei 1947 in New York. Voor zijn bijdrage aan de filmindustrie heeft Rowland een ster op de Hollywood Walk of Fame gekregen.